# La Fille de la plage
La Fille de la plage (うみべの女の子, Umibe no onna no ko) (initialement titré La Jeune fille de la mer) est un manga d'Inio Asano. Il a été prépublié dans le magazine Manga Erotics F de l'éditeur Ōta Shuppan entre juillet 2009 et janvier 2013 puis publié en deux volumes entre mars 2011 et février 2013. La version française est éditée par IMHO entre janvier 2015 et juin 2015.
Le manga a été adapté en film live et est sorti le 20 août 2021 dans les salles japonaises. 

## Synopsis
Koume vit dans un petit village possédant une plage qui même lors de l'été n'attire personne. La jeune fille vient de vivre une déception amoureuse envers le beau Misaki. Après cette désillusion Koume se confie auprès de Kosuke, un garçon amoureux d'elle depuis quelques années. Koume et Kosuke vont entretenir une relation plutôt surprenante.

## Personnages
Koume Sato (佐藤 小梅)
Isobe Kosuke (磯辺 恵介)
Misuke (三崎)
Kashima Shota (鹿島 翔太)
Keiko Kobayashi (小林 桂子)

## Liste des volumes
| no | Japonais        | Japonais          | Français       | Français          |
| no | Date de sortie  | ISBN              | Date de sortie | ISBN              |
| -- | --------------- | ----------------- | -------------- | ----------------- |
| 1  | 17 mars 2011    | 978-4-7783-2138-3 | 2 janvier 2015 | 978-2-36481-003-7 |
| 2  | 21 février 2013 | 978-4-7783-2187-1 | 18 juin 2015   | 978-2-36481-004-4 |

## Réception critique
En France, pour Matthieu Pinon d'AnimeLand, « dans le sillage de l'écrivain Haruki Murakami et du cinéaste Hirokazu Kore-eda, Inio Asano dresse avec La Fille de la plage une étude de mœurs indispensable à l'amateur de bande dessinée éclairé. Et averti ». Pour Coyote magazine, qui lui décerne la « Griffe d'or », loin de se départir de sa pudeur et de sa puissance émotionnelle en représentant des scènes explicites de sexe, « Inio Asano ne se démonte pas et trouve des solutions d'une élégance étonnante, entre la représentation frontale et la suggestion ».

## Prix et récompenses
L'album figure dans la sélection officielle du Festival d'Angoulême 2016.

### Édition japonaise
Ōta Shuppan
1. 1 2  (ja) « Tome 1 ».
2. 1 2  (ja) « Tome 2 ».

### Édition française
IHMO
1. 1 2  (fr) « Tome 1 ».
2. 1 2  (fr) « Tome 2 ».